# Супли
Супли (итал. supplì италијанизација француске речи изненађење surprise) је врсте италијанске грицкалице које се прави од пиринча са сосом од парадајза, која је типична за римску кухињу. 
Неки верују да потичу од француских крокета и да су их у Рим унеле француске Наполеонове трупе почетком 19. века.

## Етимологија
Назив је први пут употребљен у 19. веку, и представља искривљен израз en surprise, који се у француској кухињи користи за све врсте крокета или комаде меса прекривене презлом.

## Опис
Првобитно су се пунили пилећим изнутрицима, млевеним месом или проватуром (врстом сира из Лација),
сада обично парчетом моцареле. Цео се натопи јајетом, премаже презлом и затим пржи у дубоком уљу.
Слични су сицилијанским аранцинима и француским крокетима, који се понекад називају и croquettes en surprise, који се могу направити од пиринча.
Супли се такође може припремити без соса од парадајза supplì in bianco (супли у белом).
Обично се једу прстима. Када се један супли подели на два дела, моцарела се развуче и помало подсећа на кабл који повезује телефонску слушалицу са апаратом. То је довело до тога да је ово јело познато као супли у стилу телефона (supplì al telefono).
Супли су се првобитно продавали у типичним римским продавницама у којима се продавала пржена храна (friggitoria). Сада се обично служе у већини пицерија широм Италије као антипасто.